# نظریات شوخ‌طبعی
نظریه‌های متعددی پیرامون شوخ‌طبعی وجود داشته و تلاش بر تشریح این دارند که شوخ‌طبعی چیست، چه وظایف اجتماعی داشته و این که چه چیزی خنده دار (شوخ‌طبع) تلقی می‌شود. در میان انواع گوناگون نظریه‌های که تلاش بر اثبات وجود شوخ‌طبعی دارند، نظریه‌های روانشناسی نیز وجود دارد که بیشتر آنها شوخ‌طبعی را از جمله رفتار بسیار سالم انسانی قلمدد می‌کنند؛ نظریه‌های روحانی نیز هستند که شوخ‌طبعی را، همانند یک تجربه عرفانی، یک راز غیرقابل تشریح می‌پندازند. گرچه ممکن است نظریات متعدد کلاسیک در مورد شوخ‌طبعی و خنده یافت شوند، اما در متون آکادمیک معاصر، سه نظریه مکرراً ظاهر می‌شود: نظریه رهایی (آسودگی)، نظریه برتری و نظریه ناهماهنگی. در میان محققان کنونی شوخ‌طبعی اتفاق نظر مبنی بر اینکه کدام یک از این سه نظریه عملی تر است وجود ندارد. طرفداران هرکدام از این نظریات، در ابتدا مدعی بودند که نظریه آن‌ها قادر به توضیح تمام حالات شوخ‌طبعی است. با این حال، اکنون تصدیق می‌نمایند که گرچه هر نظریه معمولاً حوزهِ تمرکز خود را تحت پوشش قرار می‌دهد، اما بیشتر شوخی‌ها را می‌توان با بیش از یک نظریه تشریح نمود. همین گونه یک نظریه می‌گوید که نظریه‌ها دارای تأثیرات ترکیبی هستند؛ جیرون واندلیلی مدعی است که نظریه‌های ناهماهنگی و برتری مکانیزم‌های مکمِلی را توصیف می‌کنند که باهم شوخ‌طبعی را می‌سازد.

## نظریه رهایی(تسکین)
نظریهٔ رهایی (یا آسودگی) مدعی است که خنده یک مکانیزم هم‌ایستایی است که به وسیله آن فشار روانشناختی کاهش داده می‌شود. پس از این منظر شوخ‌طبعی به عنوان مثالی برای رهایی فشار ناشی از ترس بکار برده می‌شود. از دیدگاه نظریه رهایی، خنده و شادمانی در نتیجه رهایی همین انرژی عصبی پدید می‌آید. طبق نظریه رهایی، شوخ‌طبعی اکثراً برای غلبه بر بازدارنده‌های اجتماعی و فرهنگی استفاده گردیده و خواهشات سرکوب شده را ظاهر می‌سازد. برخی باور دارند دلیل این که ما هنگام قلقلک شدن خنده می‌نماییم این است که فشار از قبل جمع شده‌است و به محض این که قلقلک کننده دست می‌زند، فشار رها می‌گردد. طبق نظر هربرت اسپنسر، خنده یک «پدیدهٔ اقتصادی» بوده و وظیفه آن رهاسازی «انرژی روانی» است که به دلیل توقعات غلط یا نادرست جمع شده‌اند. این نگرش از جانب زیگموند فروید نیز تأیید شده‌است. کانت نیز روی رهایی فشار روانشناختی هنگام واکنش به شوخ‌طبعی تأکید نموده‌است.

## نظریه برتری
نظریه برتری شوخ‌طبعی ریشه در افکار افلاطون، ارسطو و کتاب لویاتان توماس هابز دارد. ایده کلی این است که یک فرد به بدبختی دیگران می‌خندد (دگرغم‌شادی)، چون این بدبختی‌ها نشان دهنده برتری یک شخص در مقابل قصور دیگران است. افلاطون از سقراط روایت می‌کند که گفته‌است، تجاهل از ویژگی اصلی مسخرگی است. از نظر ارسطو، ما به افراد حقیر یا زشت می‌خندیم، چون از احساس برتری نسبت به آنها لذت می‌بریم. این احساس برتری معمولاً مبتنی بر عدم کفایت گروه یا منحرف بودن از هنجارهای موجود در اجتماع است.
گرچه کانت به عنوان نظریه‌پرداز نظریه برتری شناخته نمی‌شود، اما عناصر نظریه برتری در استدلال‌های وی دیده می‌شود. کانت فکر می‌کند که جایی برای مسخره کردن بی‌ضرر وجود دارد. افزون بر آن فیلسوف شوخ‌طبعی، نوئل کرول می‌گوید، طبق نظریه کانت حتی در ساختار یک لطیفه داستانی، لطیفه گو ملزم است تا شنونده لطیفه را اغفال نماید، حتی برای لحظه‌ای. چون چنین لطیفه‌گویی است که به عنوان لطیفه‌گویی شناخته شده و باید به صورت ماهرانه انجام شود، اما این الزاماً بدین معنی نیست که لطیفه گو در واقع احساس برتری نماید.

## نظریه ناهماهنگی تباین

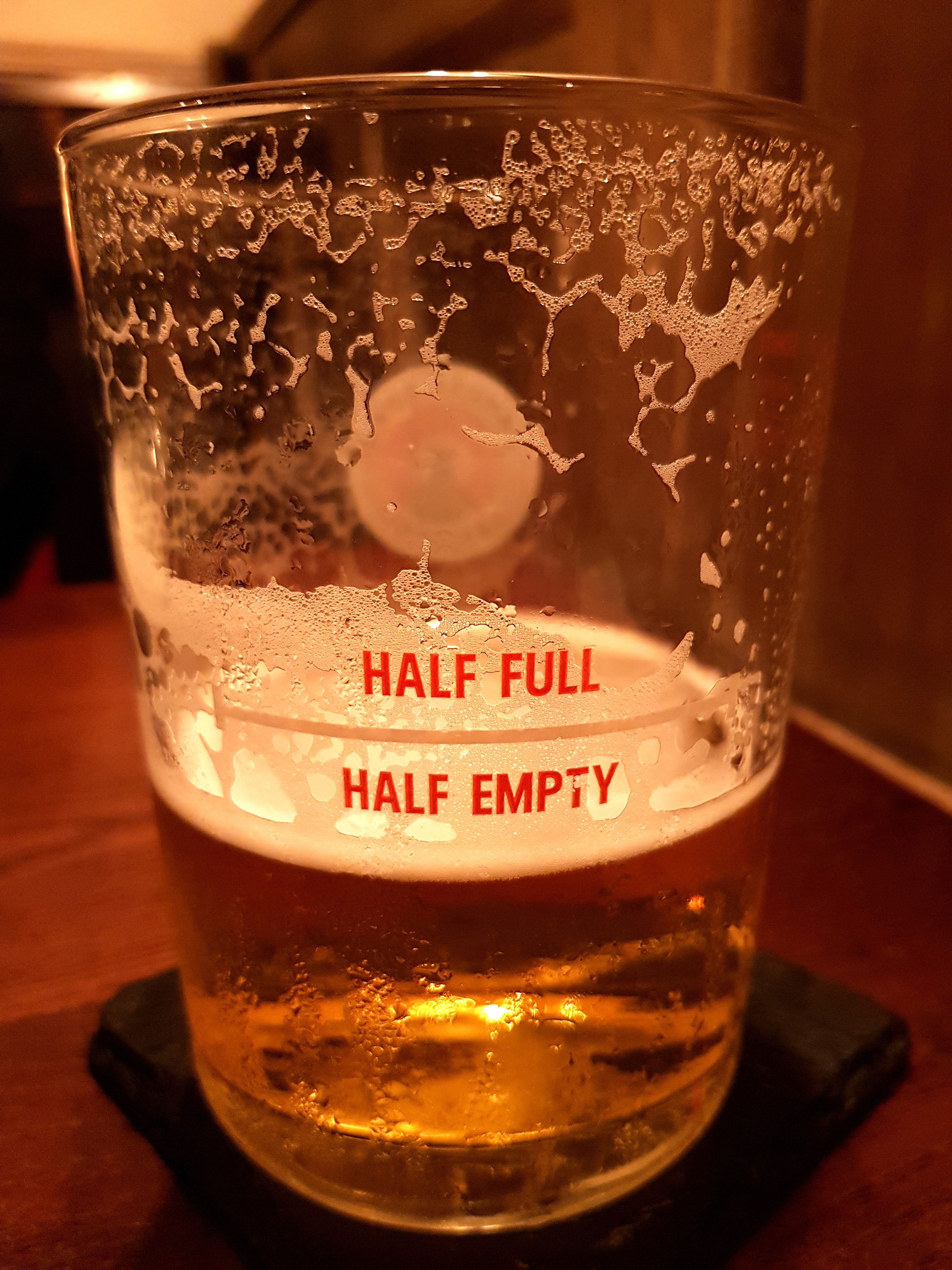
شیشه آبجویی که از «کمدن تاون بروری» (لندن) ساخته شده‌است. حضور فیزیکی آبجو در بخش پایینی شیشه، دقیقاً جایی که نوشته شده 'نیمه خالی'، برخوردی بین دو قاب مرجع روی داده‌است. این ناهماهنگی منتج به اثر شوخ‌طبعی در لحظه فهم آن می‌گردد.

طبق نظریه ناهماهنگی، زمانی چیزی خنده دار پنداشته می‌شود که یک فرد به ناهمخوانی میان یک مفهوم که در یک وضعیت مشخص وجو دارد و برخی از اشیاء واقعی که با آن مفهوم مرتبط تلقی می‌شوند، پی‌ببرد و تلاش نماید تا این ناهمخوانی را درک کند.
از آنجا که نکته اصلی این نظریه خود ناهمخوانی نیست، بلکه پی‌بردن و حل کردن (کنار هم گذاشتن چند موضوع مورد نظر و مقایسه آنها با واقعیت) است، از این نظریه اکثراً به نظریه حلِ ناهماهنگی یاد می‌شود.
آنچه را فرانسیس هاچسون در افکار در مورد خنده (۱۷۲۵ میلادی) بیان نمود، به بحث کلیدی در تکامل نظریه کمدی تبدیل شد: خنده واکنشی است بر درک ناهماهنگی.
کانت خنده را به عنوان واکنشی بر یک امر «چرند» یا «مزخرف» عنوان کرد. ما در اول انتظاراتی در مورد دنیا داریم، اما بعداً این انتظارات از بین می‌رود یا «به هیچ مبدل می‌شود.» واکنش ما به شوخ‌طبعی شامل «بازی با افکار» می‌گردد. کانت در بخش ۵۴ نقدی بر قضاوت، برای تشریح نظریه خود سه لطیفه بیان کرد. گرچه کانت یک نظریه‌پرداز نظریه ناهماهنگی است، اما استدلال‌های وی عناصری از نظریه رهایی را در خود دارد (تأکید روی ابعاد روانشناختی و فیزیکی). نظریه‌های وی عناصری از نظریه برتری را نیز در خود جا داده‌اند. او بر این باور است که مسخره کردن قابل قبول است اما مشروط بر این که در جای درست انجام شده و باعث اذیت یا آسیب رساندن به شخص مسخره شونده نگردد.
آرتور شوپنهاور نوشت که این ناهماهنگی در میان یک مفهوم و شی حقیقی که مفهوم آن را نمایندگی می‌کند وجود دارد. هگل نیز تقریباً همین نظر را داشت، اما این مفهوم را به عنوان یک «وانمود» می‌دید و باور داشت که خنده این وانمود را کاملاً نقض می‌کند.
اولین معرفی نظریه ناهماهنگی به شاعر اسکاتلندی به نام بیتی، نسبت داده می‌شود.
با این حال، مشهورترین نسخه نظریه ناهماهنگی نظریه کانت است که مدعی بود، کمدی عبارت از «تغییر ناگهانی توقعات تحمیلی به هیچ می‌باشد.» آنری برگسون، با تقلیل دادن شوخ‌طبعی به «زنده» و «مکانیکی»، تلاش نمود تا ناهماهنگی را به کمال برساند.
نظریه‌هایی چون نظریه ناهماهنگی برگسون، یعنی کنار هم قرار دادن اشیاء به صورت همزمان، هنوز هم محبوب است. این نظریه اغلب در مقابل نظریه‌های تغییر نگرش در شوخ‌طبعی مورد مناظره قرار می‌گیرد؛ مبنای سلسله مناظرات «تحقیق شوخ‌طبعی» میان «جان موریل» و «رابرت لاتا» را شکل می‌دهد. موریل بیشتر «هم‌جواری‌های همزمان» تأکید داشت، در حالی که لاتا روی «تغییر شناختی» که از اثر حل ناگهانی یک مسئله ناشی می‌شود متمرکز بود.
شوخ‌طبعی اغلب باعث یک تغییر غیرمنتظره و اکثراً ناگهانی در طرز دید می‌شود که این امر در نظریه ناهماهنگی تشریح شده‌است. این نگرش از جانب لاتا (۱۹۹۸ میلادی) و «برایان بوید»‏ (۲۰۰۴ میلادی) مورد تأیید قرار گرفت. از نظر بوید، انواع چنین تغییری از جدیت تا بازی بودن متغیر است. تقریباً هر چیزی می‌تواند هدف این تغییر در نگرش قرار گیرد؛ با این حال، بستگی به خلاقیت انسان (تنوع علم و هنر) دارد که باعث ایجاد تغییر از «نقشه ساختار» (که کوستلر آن را «بایسوشیشن» نامید) شده و به آن معنی جدیدی می‌بخشد. آرتور کوستلر استدلال می‌نماید که شوخ‌طبعی زمانی ایجاد می‌شود که دو چارچوب داوری مختلف تنظیم و یک تصادم میانشان مهندسی شود.

## سایر نظریات

### نظریه معنایی اسکریپت-محور شوخ‌طبعی
«نظریه معنایی اسکریپت-محور شوخ‌طبعی»‏ (SSTH) توسط ویکتور راسکین در «مکانیزم‌های معنایی شوخ‌طبعی» که در ۱۹۸۵ میلادی منتشر شد، معرفی گردید. گرچه این نظریه، نوع تغییر یافته‌ای از نظریه عمومی‌تر ناهماهنگی است (مطالب قبل را ببینید)، اما اولین نظریه‌ای است که رویکرد خود را بر روی مفاهیم کلی‌تر زبان‌شناختی متمرکز نموده‌است؛ یعنی، کاملاً به مطالعه شوخ‌طبعی‌های کلامی می‌پردازد: در لطیفه‌های داستانی یا طنزی از کلمات نوشتاری و گفتاری استفاده گردیده و لطیفه با یک شاه‌بیت خاتمه داده می‌شود.
متون زبان‌شناختی (که به قاب‌ها نیز شناخته می‌شود) که در عنوان این زیربخش هم به آن اشاره شد، برای هر کلمه دارای «توده‌ای از اطلاعات معنایی است که حول آن کلمه وجود داشته و توسط آن راه‌اندازی می‌گردد [...]؛ ساختار شناختی که در میان گویندگان بومی درون‌سازی شده‌است.» این متون از تعریف زبان‌شناختی کلمه به مراتب فراتر می‌رود؛ دانش کامل گوینده از مفاهیم، آنگونه که در دنیای او وجود دارد، در این متون گنجانده شده‌است؛ لذا گویندگان بومی در مورد کلماتی که در میان آنها مشترک است، دارای اسکریپت مشابهی هستند، اما نه کاملاً یکسان.
بر اساس فرضیه‌های راسکین، برای این که یک لطیفه کلامی، ایجاد شوخ‌طبعی کند، باید دو شرایط ذیل را دارا باشد:
- تمام متن یا بخشی از آن با دو اسکریپت متفاوت مطابقت داشته باشد
- دو اسکریپتی که متن با آن‌ها مطابقت دارد، باید با یکدیگر متناقض باشند [...]. این اسکریپت که متن با آنها مطابقت دارد باید کلاً یا قسماً با بخشی از متن اشتراک داشته باشند.[۲۷]

شوخ‌طبعی زمانی ایجاد می‌شود که یک امر محرک در انتهای لطیفه، یعنی شاه‌بیت، باعث می‌شود تا درک مخاطبان سریعاً از اسکریپت اولی (واضح تر) به اسکریپت متقابل آن تغییر کند.
راسکین به عنوان مثال، لطیفه زیر را می‌آورد:
مریض با صدای گرفته پرسید: «آیا پزشک در خانه است؟» زن جوان و زیبا روی پزشک، در پاسخ پچ پچ کنان گفت، «نخیر نیست، زود باش بیا داخل.»
در این مثال، دو اسکریپت موجود در لطیفه، یعنی «پزشک» و «معشوق» اند؛ تغییر از یک انگاره به انگاره دومی در اثر درک ما از، پاسخ «پچ پچ کنان» «زن جوان و زیبا روی»، به میان می‌آید. این پاسخ تنها در انگارهٔ معشوق معنی دارد. در اسکریپت بیمار برانشیت برای دیدن پزشک به دفتر (خانه) وی می‌رود، بی‌معنی است. راسکین با لطیفه‌های بیشتر تحلیل خود را گسترش می‌دهد. در هر کدام از لطیفه‌ها به این می‌پردازد که اسکریپت‌ها چگونه در متن باهم اشتراک و تقابل دارند.
برای برآورده شدن شرط دومی لطیفه، راسکین دسته‌های متفاوتی از اسکریپت‌های متقابل را معرفی می‌کند. فهرست کوتاه آن شامل موارد ذیل است: واقعی (غیر واقعی)، عادی (غیرعادی)، ممکن (غیرممکن)، خوب (بد)، زندگی (مرگ)، هرزه (غیرهرزه)، پول (بدون پول)، با اهمیت (بی‌اهمیت). فهرست کاملی از اسکریپت‌های متقابل برای لطیفه‌ها، متناهی بوده و بستگی به فرهنگ دارد. به عنوان مثال، در شوخ‌طبعی سیاسی روسی از عین اسکریپت‌هایی که در شوخ‌طبعی یهودی یافت می‌گردد، استفاده نمی‌شود. با این حال، برای این که هر لطیفه‌ای باعث ایجاد شوخ‌طبعی گردد، باید ارتباطی میان دو اسکریپتی که در لطیفه وجود دارد، خلق شود: «... یک شخص نمی‌تواند فقط دو چیز ناهماهنگ را کنار هم‌بگذارد و آن را لطیفه بنامد، بلکه باید یک راه زیرکانه را دریابد تا آنها کنار هم نصفه-معنایی پیدا کنند.»

### نظریه عمومی شوخ‌طبعی کلامی
«نظریه عمومی شوخ‌طبعی کلامی»‏ (GTVH) توسط ویکتور راسکین و «سلواتور اتاردو» در مقاله‌ای تحت عنوان «بازنگری نظریه اسکریپت: مدل شباهت لطیفه و نمایش لطیفه» معرفی گردید. این نظریه، ایده‌های «تقابل اسکریپت»‏ (SO) راسکین که در نظریه خودش با عنوان «نظریه معنایی اسکریپت-بنیان از شوخ‌طبعی»‏ (SSTH) توسعه یافته بود را یکپارچه‌سازی کرده و در قالب یکی از شش سطح «منابع دانش»‏ (KR) ارائه نمود. این منابع دانش می‌توانند برای ساختن لطیفه‌های کلامی و همچنین برای تحلیل میزان شباهت یا تفاوت میان آنها مورد استفاده قرار گیرد. منابع دانشی که در این نظریه پیشنهاد شده‌اند عبارتند از:
1. تقابل اسکریپت،[ق]‏ (SO) به تقابل اسکریپت در نظریه SSTH راسکین اشاره می‌نماید. برخی از این اسکریپت‌ها شامل موضوعاتی چون واقعی (غیر واقعی)، نرمال (غیر نرمال)، ممکن (غیرممکن) می‌باشد.
2. مکانیزم منطقی،[ک]‏ (LM) به مکانیزمی اشاره می‌نماید که اسکریپت‌های مختلف را در یک لطیفه باهم مرتبط می‌نماید. این مکانیزم‌ها می‌تواند تنها یک ترفند ساده کلامی مانند جناس آوردن باشد تا مکانیزم‌های منطقی پیچیده‌تر مانند، منطق معیوب یا قیاس‌های کاذب.
3. وضعیت،[گ]‏ (SI) شامل اشیاء، فعالیت‌ها، ابزار و وسایلی است که برای بیان لطیفه ضروری اند.
4. هدف [ل]‏ (TA)
5. استراتژی روایی[م]‏ (NS)
6. زبان[ن]‏ (LA)